# 佩利尼揚卡
50°5′37″N 35°16′44″E / 50.09361°N 35.27889°E
佩利尼揚卡（羅馬化：Pylnianka）是位於烏克蘭東部的村庄，由哈爾科夫州博霍杜希夫區的克拉斯諾庫特斯克市鎮負責管轄。該村處於梅爾奇克河畔，始建於1875年，面積0.01平方公里，海拔高度127米，2001年人口38。
2025年3月21日，乌克兰内阁决定将佩利尼揚卡由镇降级为村。